# Umebygdens tingsrätt
Umebygdens tingsrätt var en tingsrätt i Västerbottens län. Umebygdens tingsrätts domsaga omfattade Bjurholms, Nordmalings, Robertsfors, Vindelns och Vännäs kommuner. Tingsrätten och dess domsaga ingick i domkretsen för Hovrätten för Övre Norrland. Tingsrätten hade kansli i Umeå och tingsställen i Umeå och Ånäset. År 1982 uppgick tingsrätten och domsagan i Umeå tingsrätt och domsaga.

## Administrativ historik
Vid tingsrättsreformen 1971 bildades denna tingsrätt i Umeå av häradsrätterna för Västerbottens mellersta domsagas tingslag (Bygdeå socken och Lövångers socken) och Västerbottens södra domsagas tingslag. 1974 överfördes området för Holmsunds, Holmöns, Hörnefors och Sävars kommuner, då dessa inkorporerades i Umeå kommun, till Umeå tingsrätts domsaga.
Tingsrätten och domsagan uppgick 1 januari 1982 i Umeå tingsrätt och domsaga.

## Lagman
- 1971–1981 Göran Erik Hammarström